# 秘鲁盘尾蜂鸟
秘鲁盘尾蜂鸟（学名：Ocreatus peruanus），是雨燕目蜂鸟科的一种鸟类。分布于厄瓜多尔东部和秘鲁东北部，有时也被视为盘尾蜂鸟的亚种。